# Jules Sauzay
Jules Sauzay est un historien et littérateur franc-comtois du XIXe siècle lié au parti catholique. Il est né à Gray en Haute-Saône le 17 octobre 1823 et est mort à Cirey-les-Bellevaux (en Haute-Saône également) le 26 novembre 1919.

## Biographie
Jules Sauzay a été rédacteur à L'univers, journal quotidien catholique, à partir de 1843 poursuivant en même temps des recherches historiques régionales qu'il publie dans les Annales franc-comtoises, revue religieuse, historique et littéraire. Il devient membre de l'Académie de Besançon en 1867. 
Littérateur engagé, on lui doit quelques nouvelles comme Le Jeu de cartes de la sœur Mélanie (1858), Le supplice des carmélites de Compiègne, le 17 juillet 1794 (1860), Mesdemoiselles de Clairval (1861), mais aussi des opuscules biographiques sur des personnalités locales (Le baron Alexandre Martin, de Gray (1864), M. Antoine Four, curé de Gray (1865).
Mais c'est surtout la somme historique en sept volumes publiés de 1867 à 1873 Histoire de la persécution révolutionnaire dans le département du Doubs de 1789 à 1801 qui lui donne une place important dans l'historiographique franc-comtoise et que salue Hippolyte Taine : « Votre grand ouvrage est un monument, et certainement tous les historiens futurs de la période révolutionnaire devront y puiser. » (lettre de 1885 citée par Jacques Leblois). Ce travail est aussi honoré du prix Bordin de l'Académie française en 1874. Dans cet ouvrage, il se fait le défenseur des catholiques opprimés par la Révolution, ce qui apparaît nettement dans ses pages sur la Petite Vendée comtoise de 1793.
De sensibilité républicaine et catholique à la fois, il débat avec Hippolyte Taine et précise ses positions et son action pour « Détourner la démocratie contemporaine d'une lutte anti-religieuse qui menace de l'égarer comme sa devancière a fait souffrir cruellement la patrie. Je vois avec une inconsolable tristesse s'accentuer davantage l'incompatibilité entre les institutions républicaines que j'aime et les institutions chrétiennes que je crois que je crois encore plus nécessaires au bonheur du peuple. ».